# Kunstmuseum Moritzburg Halle (Saale)

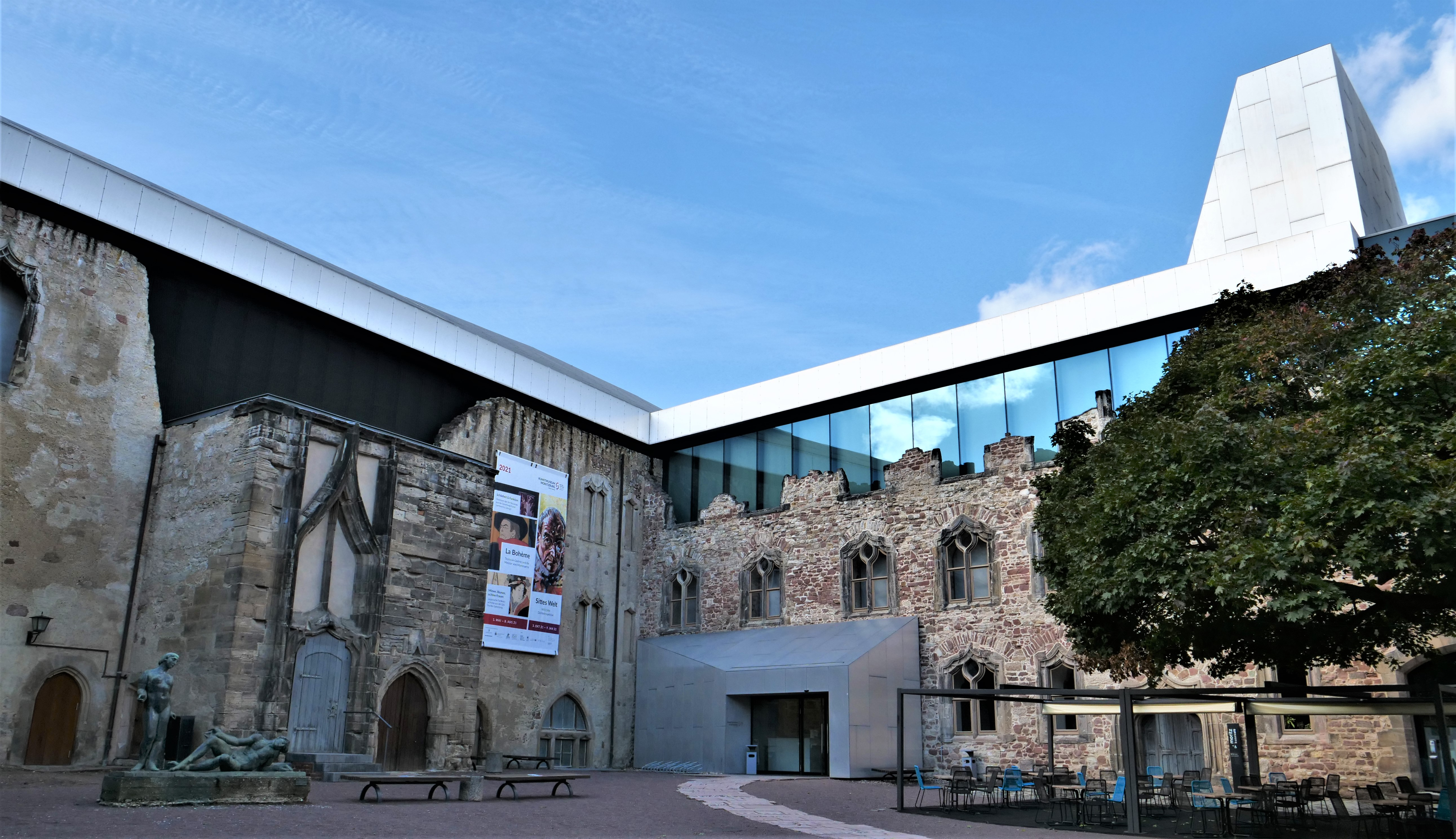
Innenhof der Moritzburg und Eingang zum Kunstmuseum (2021)

Das Kunstmuseum Moritzburg Halle (Saale) ist das Kunstmuseum des Landes Sachsen-Anhalt in der Moritzburg Halle. Es ging aus dem 1885 gegründeten Städtischen Museum für Kunst und Kunstgewerbe der Stadt Halle (Saale) hervor. In seiner mehr als 130-jährigen Geschichte entwickelte es sich zu einem der bedeutenden Museen für die bildende und angewandte Kunst der Moderne in Deutschland.

## Museumsgeschichte

### Von der Gründung bis zum Ersten Weltkrieg
Das heutige Kunstmuseum Moritzburg Halle (Saale) wurde als Städtisches Museum für Kunst und Kunstgewerbe im Jahr 1885 im alten Eich- und Waagamt am Großen Berlin im Süden der historischen Altstadt Halles gegründet. Die kleine Gründungssammlung konnte bereits durch den ersten ehrenamtlich tätigen Kurator des Museums, Franz Otto, erweitert werden, unter anderem 1899 durch den Ankauf der Südseesammlung von Franz Emil Hellwig und vor allem durch Schenkungen diverser Kunstsammler, wie zum Beispiel durch Adolph Thiem.
1904 wurde der zweite Standort des Museums in der Ruine der ehemaligen erzbischöflichen Residenz, der Moritzburg, im nordwestlichen Teil des historischen Altstadtzentrums eröffnet. Hierfür wurde im seit dem 17. Jahrhundert zerstörten Südflügel des Bauensembles ein historisierender Nachbau des Thalamts am Hallmarkt errichtet. Das Renaissancegebäude, Sitz des halleschen Salzgrafen, wurde 1881 abgetragen, die beiden historischen Zimmer (Festzimmer und Gerichtszimmer), einzigartige Beispiele manieristischer Innenraumgestaltung in Mitteldeutschland, wurden original geborgen und in das Obergeschoss des Neubaus in der Moritzburg integriert. 1904 wurde das nach Entwürfen von Karl Rehorst errichtete Talamt in der Moritzburg als Museum eröffnet. Bis 1913 wurde der Aufbau der Südwestbastion und der sogenannten Wehrgänge im Ostflügel zur Stadt abgeschlossen. Erst 1917 wurde der eindrucksvolle Kuppelsaal in der Südwestbastion als tonnengewölbter Ausstellungssaal fertiggestellt. Bis 1920 fungierten die Räume am Großen Berlin als Gemäldegalerie vornehmlich der zeitgenössischen Kunst und die Räume im Talamt in der Moritzburg zur Präsentation der Alten Meister und der kunsthandwerklichen Sammlung.

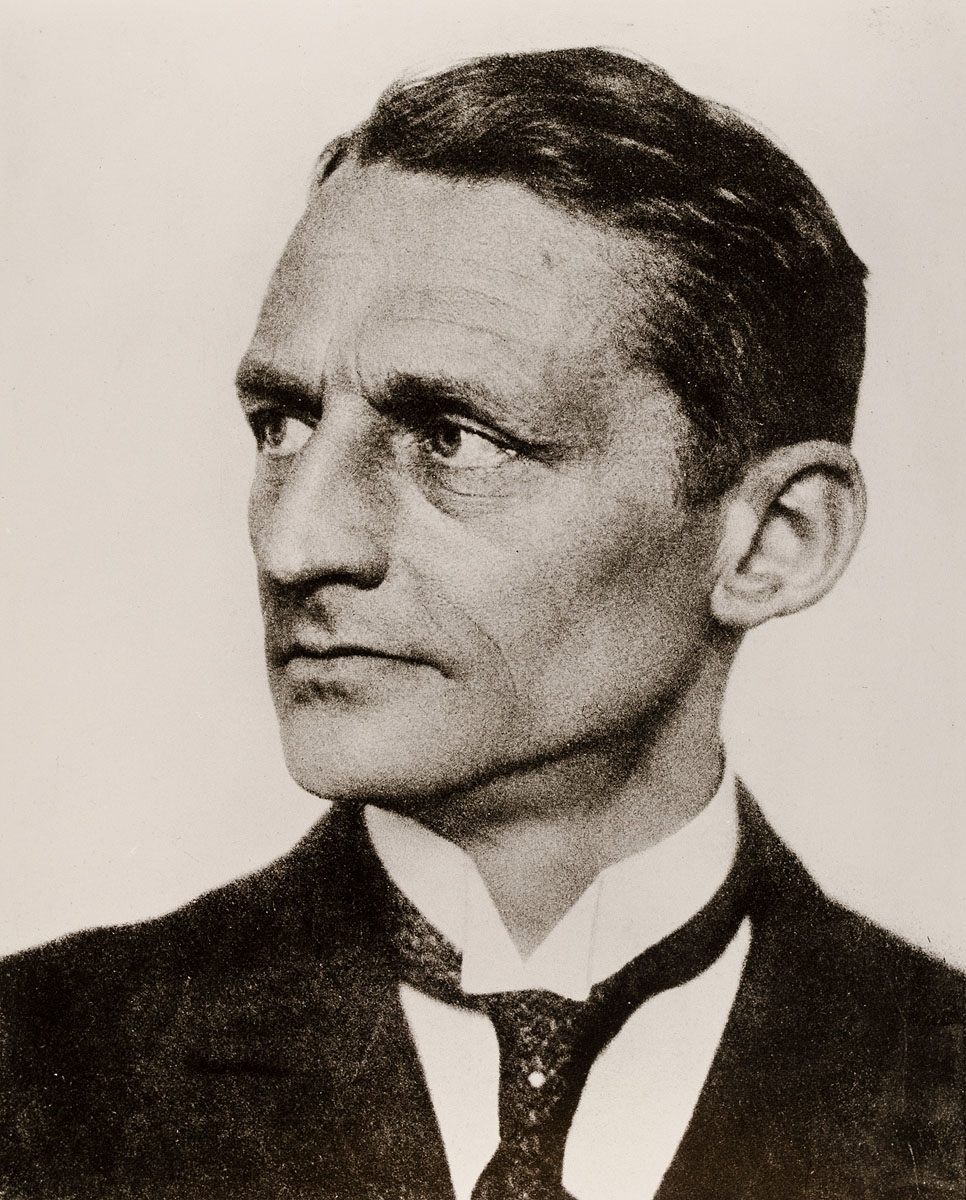
Max Sauerlandt, erster Direktor des Museums

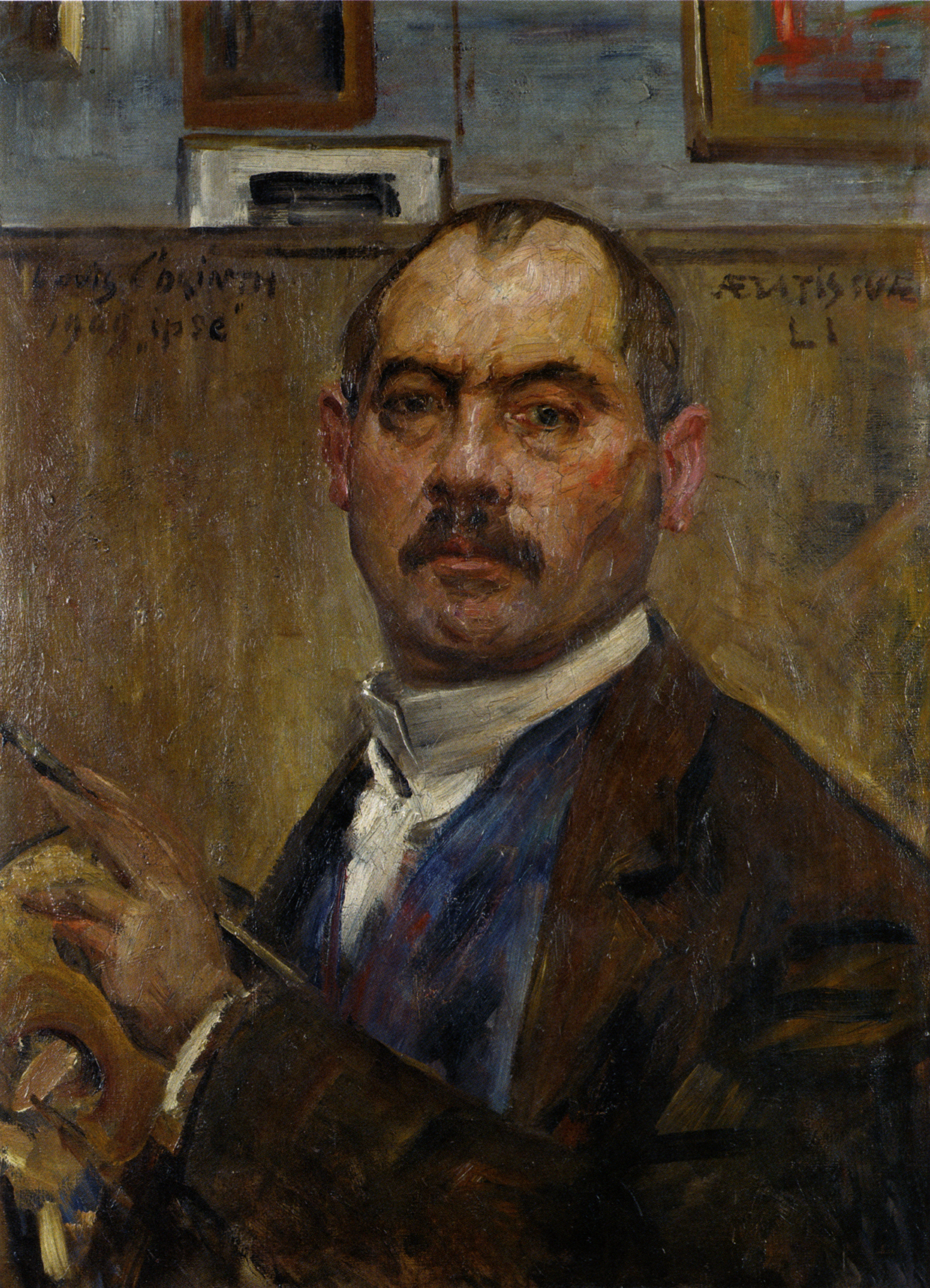
Lovis Corinth: Selbstporträt, 1909 – eine der frühen Erwerbungen zeitgenössischer Kunst von Max Sauerlandt.

1908 wurde Max Sauerlandt als erster von der Stadtverwaltung bezahlter Verwalter der städtischen Sammlungen berufen; ab 1910 war er offiziell Direktor des Museums. Er erweiterte maßgeblich die beiden Sammlungsstränge der bildenden und angewandten Kunst und legte den Fokus auf die zeitgenössische Kunst der Moderne. Bis zum Ausbruch des Ersten Weltkriegs erwarb er bedeutende Konvolute an Arbeiten z. B. von Max Liebermann, Max Slevogt, Lovis Corinth, dem jungen Max Beckmann, Wilhelm Lehmbruck, Emil Nolde und Christian Rohlfs. Der Ankauf von Noldes Abendmahl im Jahr 1913 verursachte ein Jahr später einen national ausgetragenen Museumsstreit um die Frage, ob ein Museum berechtigt ist, zeitgenössische Kunst zu erwerben. Die Gegenposition zu Sauerlandt vertrat Wilhelm von Bode, Direktor der Königlichen Gemäldegalerie in Berlin.

### Weimarer Republik
1919 wechselte Max Sauerlandt als Direktor nach Hamburg an das Museum für Kunst und Gewerbe. Dennoch bestimmte er die Entwicklung des halleschen Museums noch bis 1926. Sauerlandts Nachfolger Burkhard Meier war nur ein Jahr im Amt. 1921 wurde sein Vertrag nach Ablauf des Probejahrs nicht verlängert. In der Folge der Inflation wurde die Direktorenstelle aus dem kommunalen Haushalt gestrichen. Die Leitung des Museums teilten sich der Oberbürgermeister Richard Robert Rive, der Stadtbaurat Wilhelm Jost und der kommissarisch amtierende Direktor des Museums, Paul Thiersch, Gründungsrektor der Kunstschule in der Burg Giebichenstein.
1920 musste das Museum die Räumlichkeiten am Großen Berlin räumen. Seit 1921 sind sämtliche Sammlungen in der Moritzburg konzentriert und ausgestellt. Im Herbst 1924 vermittelte Max Sauerlandt den Erwerb von 24 expressionistischen Werken aus der Sammlung von Ludwig und Rosy Fischer. Ab Frühjahr 1925 war sie im Kuppelsaal der Moritzburg zu sehen. Damit rückte das Museum in die erste Reihe der deutschen Kunstmuseen der Moderne auf.
Unter der Leitung von Alois Schardt, Direktor seit 1926, erhielt das Museum 1929 als eines der ersten überhaupt eine elektrische Beleuchtung. Unter Schardt erfolgte zudem der Ausbau der Gemäldesammlung u. a. durch ein repräsentatives Konvolut mit Arbeiten des russischen Konstruktivisten El Lissitzky sowie z. B. der Bauhaus-Meister Lyonel Feininger, Wassily Kandinsky und Paul Klee.

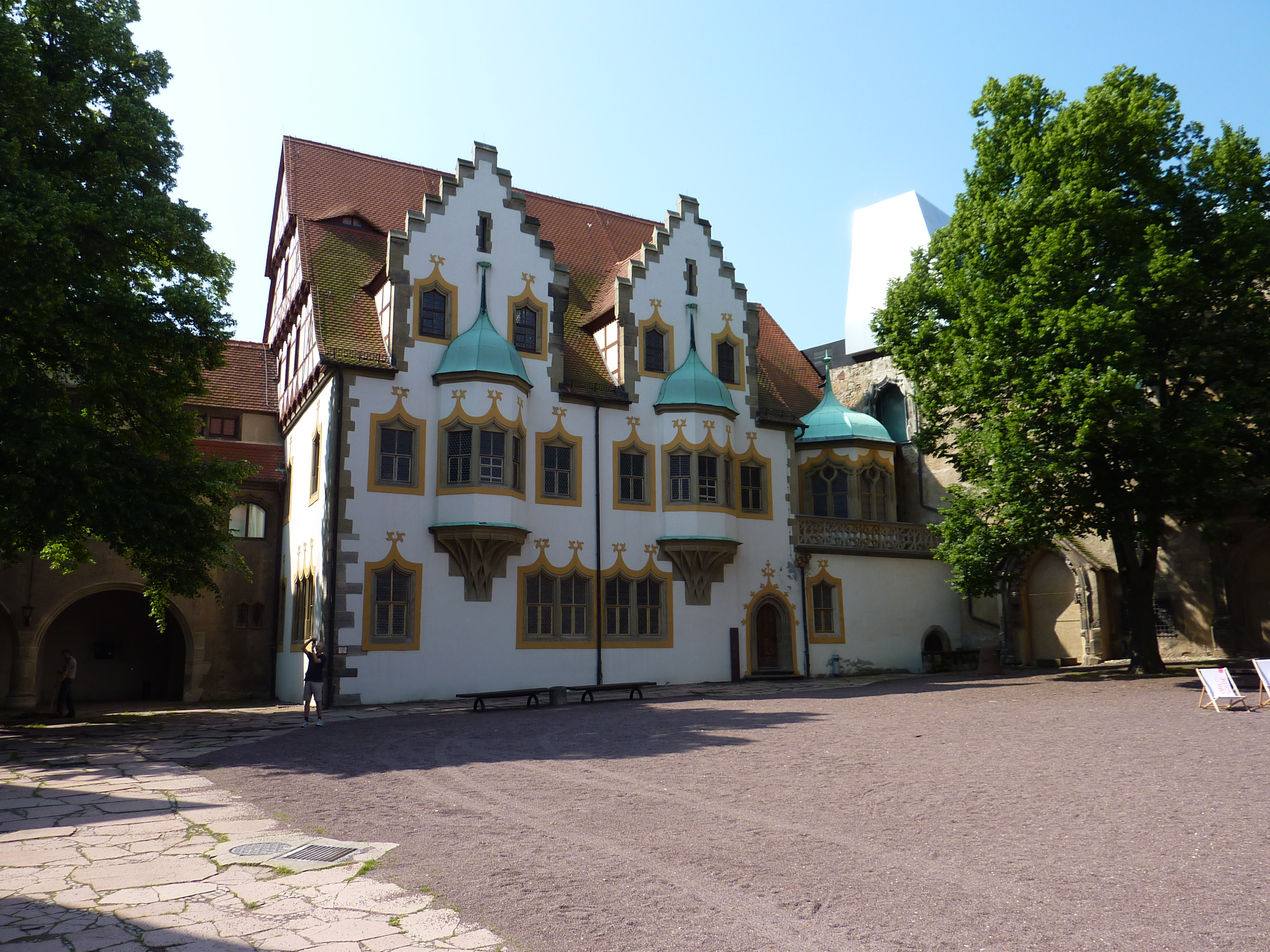
Das sogenannte Talamt, der Gründungsbau des Kunstmuseums Moritzburg Halle (Saale) in der Moritzburg. (2013)

Für einen Auftrag der Stadt holte Schardt 1929 Lyonel Feininger als Artist in Residence nach Halle. Im Obergeschoss des Torturm der Moritzburg hatte man ihm ein Atelier eingerichtet. Die berühmte Serie seiner 11 Halle-Bilder wurde 1931 zusammen mit 29 dazugehörigen Zeichnungen geschlossen für das Museum angekauft. Durch weitere wichtige Erwerbungen, unter anderem von Franz Marc und Oskar Kokoschka, erarbeitete sich das hallesche Museum bis 1933 einen legendären Ruf als eines der bedeutendsten Museen für die Kunst der Moderne in Deutschland.
1931 vollendete Charles Crodel im damaligen Gymnastiksaal der Universität, der heute sogenannten Crodel-Halle im ersten Untergeschoss des Westflügels der Moritzburg, das Wandbild Wettlauf der Atalante und des Hippomenes (vollendet am 21. November 1931). 1936 ließen es die Nationalsozialisten übertünchen. Der Saal ist seit einem Wasserschaden während der Errichtung des Erweiterungsbaus des Kunstmuseums 2005 bis 2008 nicht für die Öffentlichkeit zugänglich und soll in absehbarer Zeit saniert werden. Im Rahmen eines Forschungsprojekts der Deutschen Bundesstiftung Umwelt wurde untersucht, wie die von Schimmelpilzen befallene Bausubstanz dekontaminiert werden kann.

### Nationalsozialismus
Mit der Machtübernahme der Nationalsozialisten und deren Diffamierung der Kunst der Moderne als „Entartete Kunst“ geriet die hallesche Sammlung in Gefahr. Der dem Museum wohlgesonnene langjährige Oberbürgermeister der Stadt Halle (Saale), Richard Robert Rive, wurde in den Ruhestand versetzt. Seinem nationalsozialistischen Nachfolger, Johannes Weidemann, war die Ausrichtung des städtischen Kunstmuseums ein Dorn im Auge. Er verfolgte die Aussonderung der Kunst der Moderne.
Museumsdirektor Alois Schardt war im Mai 1933 Mitglied der NSDAP geworden und leitete die hallesche Ortsgruppe des Kampfbunds für deutsche Kultur. Im Sommer 1933 wurde er nach Berlin berufen, wo er die Präsentation der Modernen Abteilung der Nationalgalerie im Kronprinzenpalais Unter den Linden neu ordnen sollte. Da er seine Aufgabe nicht zur Zufriedenheit der nationalsozialistischen Kulturfunktionäre machte, wurde er im November 1933 nach Halle (Saale) zurückgeschickt. Fortan war er um seine Versetzung in den vorzeitigen Ruhestand bemüht, was ihm jedoch erst 1936 gelang. In Halle (Saale) kämpfte Schardt ab 1934 gegen die Anordnungen des Oberbürgermeisters, die Kunst der Moderne aus dem öffentlichen Museumsrundgang zu entfernen, was Schardt mit vielfältigen Argumentationen verweigerte. So wurde er im Februar 1935 beurlaubt und Hermann Schiebel, Rektor der Kunstschule in der Burg Giebichenstein, kommissarisch mit der Leitung des Museums beauftragt. Schiebel räumte die Ausstellungsflächen des Museums für eine Ehrung des berühmtesten Sohnes der Stadt, Georg Friedrich Händel, anlässlich dessen 250. Geburtstages. Ab November 1935 präsentierte er die Sammlung des Museums im öffentlichen Rundgang bis zur Kunst um 1900, im Dachgeschoss des Talamts war gegen ein zusätzliches Entgelt und Eintragung von Namen und Adresse in ein „Gästebuch“ die sogenannte Sonderpräsentation „Entartete Kunst“ zu sehen. Berühmtester Besucher dieser Präsentation war der irische Dramatiker Samuel Beckett, der Halle auf seiner Deutschlandreise zum Jahreswechsel 1936/37 besuchte.
Zahlreiche Gemälde waren ab 19. Juli 1937 auf der gleichnamigen Propagandaschau in München zu sehen und wurden später gegen Devisen ins Ausland verkauft. Im August 1937 wurden im Rahmen der deutschlandweiten konzertierten Aktion „Entartete Kunst“ von den Nationalsozialisten aus der Sammlung Werke von Walther Bötticher, Otto Dix, Josef Eberz, Lyonel Feininger, Ludwig Gies, George Grosz, Erich Heckel, Karl Hofer, Wassily Kandinsky, Ernst Ludwig Kirchner, Paul Klee, Oskar Kokoschka, Käthe Kollwitz, Max Liebermann, El Lissitzky, August Macke, Franz Marc, Gerhard Marcks, Ludwig Meindner, Paula Modersohn-Becker, Otto Mueller, Edvard Munch, Emil Nolde, Max Pechstein, Hans Reichel, Christian Rohlfs, Fritz Schaefler, Karl Schmidt-Rottluff, Julius Tinzmann und Kurt Otto von Tuch (1877–1963) beschlagnahmt. Damit verlor das Museum seine herausragenden Werke, das, was seine Identität bis dahin ausmachte.
Zum Aufbau und Verlust der ersten Moderne-Sammlung veranstaltete das Museum 2019/20 die große Sonderausstellung Bauhaus Meister Moderne. Das Comeback.
Von Sommer 1939 bis 1945 war der Kunstjournalist und NSDAP-Funktionär Robert Scholz Direktor des Museums. Unter seiner Leitung wurden weitere der verbliebenen Werke der Moderne veräußert und fanden fortan Ausstellungen nationalsozialistischer Kunst sowie Propagandaausstellungen statt. Das Museum war bis Kriegsende geöffnet, wenngleich die verbliebenen Sammlungsbestände entweder in den Untergeschossen gesichert oder zum größten Teil in einen Stollen bei Bösenburg ausgelagert waren. Im Wesentlichen fanden bis Kriegsende externe Sonder- und Propagandaausstellungen statt.

### Sowjetische Besatzungszone und DDR
Bereits im Juli 1945 beschloss der hallesche Magistrat, die als „entartet“ verlorenen Bestände zurückzuerwerben. Dem ersten Nachkriegsdirektor des Museums, Gerhard Händler, gelang es, 1947/48 mit finanziellen Mitteln des Ministeriums für Volksbildung des Landes Sachsen-Anhalt in der Sowjetischen Besatzungszone eine neue Sammlung moderner Kunst aufzubauen, die sich in der Tradition der verlorenen Sammlung verstand und gleichzeitig moderne Kunst integrierte, die zwischen 1933 und 1945 geschaffen wurde, darunter Werke von Alexej von Jawlensky, Ernst Wilhelm Nay oder Carl Hofer. Auf diese Weise begründete er mit bedeutenden Erwerbungen eine neue Sammlung, die heute wesentliche Elemente der aktuellen Sammlungspräsentation des Museums Wege der Moderne. Kunst in Deutschland im 20. Jahrhundert ausmacht.
Am 7. Oktober 1948 wurde das Museum wieder eröffnet und die neu erworbenen Werke wurden in der ersten Nachkriegspräsentation der Sammlung der Öffentlichkeit gezeigt. Im Herbst desselben Jahres setzte mit Alexander Dymschitz’ Artikeln in der Täglichen Rundschau die sogenannte Formalismusdiskussion ein. So sah sich Händler massiver Kritik an seinem Museumskonzept ausgesetzt, der er sich durch Flucht über West-Berlin in die westlichen Besatzungszonen entzog. Nachfolgerin wurde Dorothea Haupt, die schon seit 1946 Mitarbeiterin des Museums war, und selbst einige Zeit später nach Westdeutschland migrierte.
1950 bis 1952 erfolgte unter Heinz Arno Knorr eine Zentralisierung der Museumsverwaltung in Sachsen-Anhalt. Museen und Sammlungen in Halle (Saale), Dessau, Freyburg und anderen Orten wurden zur sogenannten Landesgalerie Sachsen-Anhalt vereint.
Mit der Verwaltungsreform der DDR im Jahr 1952 und der damit zusammenhängenden Auflösung der Länder und so auch der Landesgalerie Sachsen-Anhalt wurde das Museum ab 1952 unter dem Namen Staatliche Galerie Moritzburg wieder eigenständig geführt. Das historische Sammlungsprofil erweiternd kamen 1950 das Landesmünzkabinett Sachsen-Anhalt und 1987 die Sammlung Fotografie hinzu. Trotz staatlicher Reglementierung des Kulturbetriebs gelang es den Direktoren des Museums, seinem Profil folgend ein möglichst breites Spektrum der zeitgenössischen Kunst zu sammeln. So gelang es Heinz Schönemann, Direktor zwischen 1958 und 1968, z. B. unter Nutzung des Kulturerbeverständnisses der DDR, Werke sogenannter proletarisch-revolutionärer Kunst zu erwerben, Arbeiten z. B. von Conrad Felixmüller, Karl Völker, Wolfgang Mattheuer oder Richard Horn. Auf diese Weise blieb das Museum bis 1989/90 eines der bedeutenden Museen in der ehemaligen DDR. Bis in die 1970er Jahre wurden dort auch die regelmäßig stattfindenden Bezirkskunstausstellungen des Verbands Bildender Künstler der DDR statt.
Im Bauensemble der Moritzburg befanden sich während dieser Jahre neben dem Kunstmuseum auch ein Fernsehstudio des Fernsehens der DDR, das Kabarett Die Kiebitzensteiner und Räume, die durch die Martin-Luther-Universität genutzt wurden.

### Wiedervereintes Deutschland
1996 erfolgte der Übergang des bisher kommunalen Museums in die Trägerschaft des neu gegründeten Landes Sachsen-Anhalt. 2003 wurde es in eine Stiftung, die Stiftung Moritzburg – Kunstmuseum des Landes Sachsen-Anhalt, überführt, zu der 2006 die Lyonel-Feininger-Galerie in Quedlinburg hinzukam. Seit dem 1. Januar 2014 wird die nunmehr rechtlich unselbständige Stiftung Moritzburg von der Kulturstiftung Sachsen-Anhalt treuhänderisch verwaltet und firmiert das Museum unter dem Namen Kunstmuseum Moritzburg Halle (Saale).
Seit 1990 konnte das Museum mehr als ein Dutzend Werke zurückerwerben, die 1937 als „entartet“ beschlagnahmt wurden, so zuletzt 2017 ein Aquarell von Wassily Kandinsky sowie 2019 ein Aquarell von Christian Rohlfs und eine Zeichnung von Lyonel Feininger. Darüber hinaus erhielt das Museum vielzählige Schenkungen, zum Teil ganze Konvolute von Zeichnungen, Grafiken, Münzen, Medaillen oder kunsthandwerklichen Objekten.
In die Amtszeit von Katja Schneider-Stief als Direktorin des Museum fiel zwei bedeutende Ereignisse: die Ansiedlung der Brücke-Sammlung von Hermann Gerlinger als private Dauerleihgabe und die bauliche Erweiterung des Hauses. Nachdem in den 1990er Jahren Universität, Kabarett und Fernsehen die Moritzburg verlassen hatten, bot die Sammlung Gerlinger die nötigen Argumente für den dringend benötigten Ausbau der Moritzburg als modernes Kunstmuseum. Bis zu dieser Zeit verfügte es im Wesentlichen noch immer nur über die historischen Ausstellungsräume, die zwischen 1904 und 1917 geschaffen worden waren. Neu hinzugekommen war in den 1950er Jahren nur ein Teil des ersten Untergeschosses des Westflügels, wo Kunsthandwerk bzw. mittelalterliche Kunst gezeigt wurde, sowie in den 1990er Jahren die alte Turn- und Fechthalle aus den 1890er Jahren im Nordflügel der Moritzburg. Dank des 2008 eröffneten Erweiterungsbaus des spanischen Architektenteams Nieto Sobejano konnte die Ausstellungsfläche verdoppelt werden. Seitdem konnten moderne Sonderausstellungen durchgeführt werden, die immer wieder an die außergewöhnliche Geschichte des Museums anknüpfen, so eine große Feininger-Ausstellung im Jahr 2009 oder anlässlich des Erwerbs von Emil Noldes Abendmahl im Jahr 1913 eine große Nolde-Ausstellung im Jahr 2013.

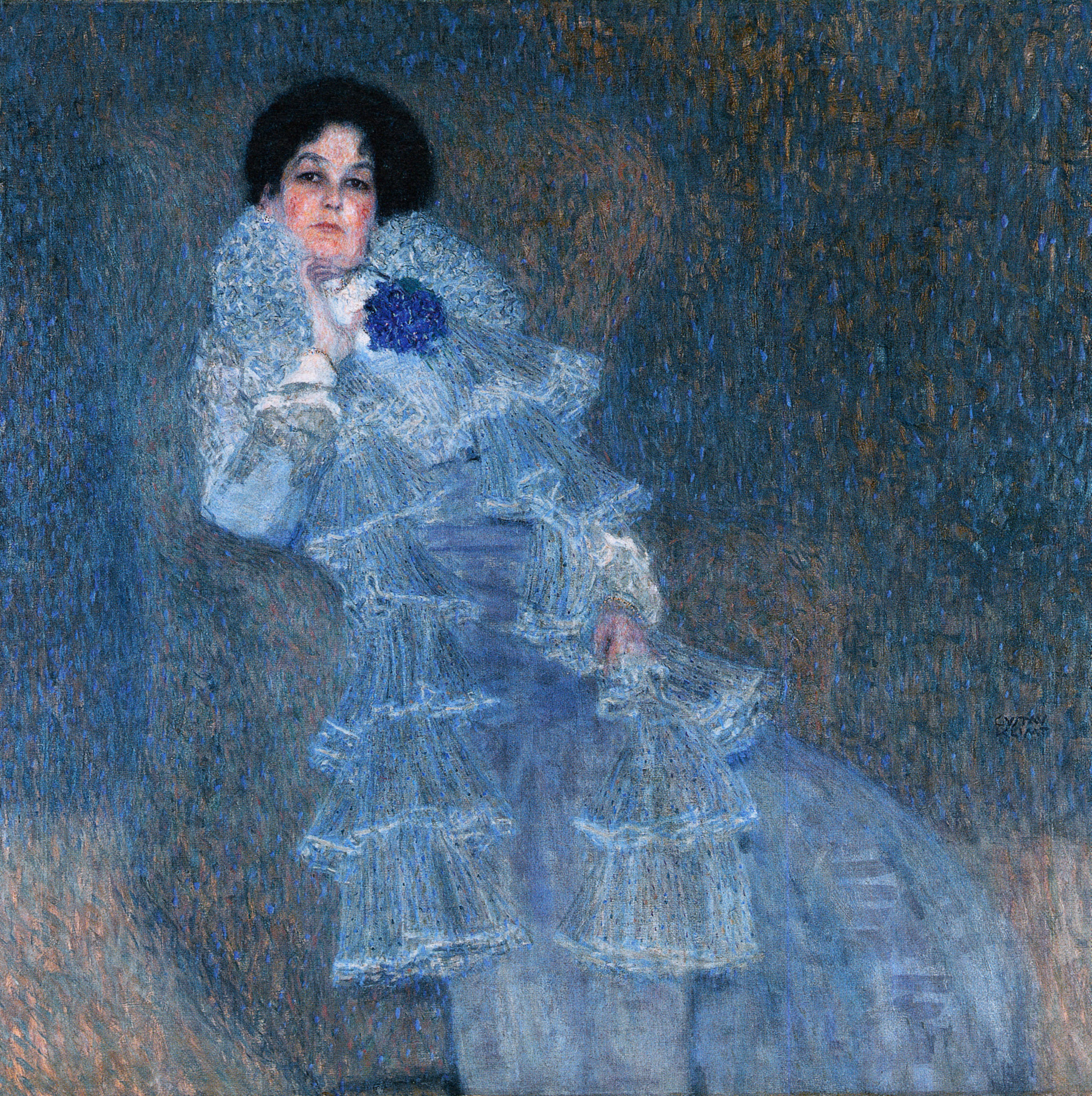
Gustav Klimt: Bildnis Marie Henneberg, 1902 – eines von nur vier Gemälden des österreichischen Sezessionskünstlers in deutschen Museen.

Das Kunstmuseum Moritzburg Halle (Saale) wurde 2001 als national bedeutsame Kultureinrichtung evaluiert und in das von Paul Raabe herausgegebene Blaubuch aufgenommen. Das Blaubuch ist eine Liste national bedeutsamer Kultureinrichtungen in Ostdeutschland und umfasst 23 sogenannte kulturelle Leuchttürme, die in der Konferenz Nationaler Kultureinrichtungen assoziiert sind.
Seit 2014 leitet Thomas Bauer-Friedrich das Museum. Seither finden jährlich große Sonderausstellungen zur Kunst der Moderne statt, die ein immer größeres Publikum erreichen, so 2016 die Ausstellung Magie des Augenblicks, die die Sammlung von Arthur und Hedy Hahnloser-Bühler aus dem schweizerischen Winterthur präsentierte, 2017 die weltweit erste Gemeinschaftsschau der beiden Expressionisten Alexej von Jawlensky und Georges Rouault und 2018 die einzige Klimt-Ausstellung außerhalb Österreichs und der USA im 100. Todesjahr des österreichischen Sezessionskünstlers. 2019 machte das Museum im Rahmen des Jubiläums 100 Jahre Bauhaus unter dem Titel Bauhaus Meister Moderne. Das Comeback mit einer groß angelegten Rekonstruktion der historischen, 1937 verloren gegangenen Moderne-Sammlung auf sich aufmerksam. 2020 folgte die erste Retrospektive der Fotografien von Karl Lagerfeld. Im Herbst/Winter 2021/22 fand mit Sittes Welt die erste umfassende Retrospektive zum Werk des Malers Willi Sitte seit mehr als 30 Jahren statt.
2017 trennten sich das Museum und Hermann Gerlinger, der seine Sammlung daraufhin im Buchheim Museum der Phantasie in Bernried am Starnberger See zeigte, bis er sie 2022 versteigern ließ. In der Folge wurde im ersten Geschoss des Süd-, West- und Nordflügels des halleschen Kunstmuseums eine umfassende Präsentation der Sammlung der bildenden und angewandten Kunst der Moderne eingerichtet, die auch die Kapitel zur Kunst im Nationalsozialismus und in der DDR nicht ausklammert. 2020 konnte nach mehrjährigen Bauarbeiten ein neuer Personenaufzug in Betrieb genommen werden, in dessen Folge auch die lange Zeit geschlossenen Ausstellungsräume im Südflügel, dem sogenannten Talamt, und im Untergeschoss des Westflügels mit einer Erweiterung der Sammlungspräsentation wieder geöffnet wurden. Seither bietet das Museum einen Rundgang durch 800 Jahre Kunstgeschichte vom 12. bis zum 21. Jahrhundert anhand von mehr als 1.000 Werken aus den Sammlungsbeständen.

## Sammlungen

### Malerei
Die Gemäldesammlung umfasst mehr als 1.700 Werke. Entwicklung und Schwerpunkte der Sammlung wurden maßgeblich durch die beiden Direktoren Max Sauerlandt und Alois J. Schardt bestimmt. Sie formten die Sammlung mit Blick auf die damalige zeitgenössische Kunst, die Kunst der klassischen Moderne. Heute zeigt sich die Gemäldesammlung einerseits vielgestaltig, andererseits jedoch mit dem klaren Schwerpunkt in der Kunst des 20. Jahrhunderts. In ihrem Kern ist sie eine Sammlung zur Malerei in Deutschland seit der Spätgotik.

### Grafik
Grafische Arbeiten gehören seit der Gründung des Museums zu dessen Beständen. Als eigenständige Sammlung wurde sie 1951 durch Hermann Wäscher etabliert. Neben dem quantitativen Zuwachs durch die Bodenreform-Bestände dürfte der Grund hierfür in ihrer gewachsenen Bedeutung liegen. Heute umfasst die Sammlung etwa 36.000 Blätter von frühen Drucken bis zu jüngst entstandenen Arbeiten.

### Fotografie
Das Kunstmuseum Moritzburg Halle (Saale) gehört zu den Kunstmuseen, die über eine eigenständige Sammlung Fotografie verfügen. Derzeit umfasst die Sammlung annähernd 90.000 Objekte. Dazu wurde eine Fachbibliothek von mehr als 8.000 Bänden aufgebaut. Nachdem das Museum seit den 1970er Jahren Ausstellungen internationaler künstlerischer Fotografie präsentierte, ergab sich 1986 mit der Schenkung des Nachlasses des Fotografen Hans Finsler die Gelegenheit zur Begründung einer eigenen Sammlung. Einen weiteren Schwerpunkt stellt die ostdeutsche und osteuropäische Fotografie seit 1945 dar. Kein anderes Kunstmuseum verfügt in diesem Bereich über vergleichbare Bestände. Dazu gehören zwei umfängliche Konvolute, die als Dauerleihgabe zur Sammlung gehören: das Bildarchiv des ehemaligen Fotokino-Verlags Leipzig sowie die Sammlung der Gesellschaft für Fotografie im Kulturbund der DDR. Mit der Übergabe der Studiosammlung des Fotoforums Kassel durch dessen Gründer Floris M. Neusüss erfuhr die Sammlung eine bedeutende Erweiterung durch westdeutsche und internationale Fotografie der späten 1960er bis frühen 1980er Jahre. Vergleichbare Sammlungsbestände finden sich nur in Stuttgart und Winterthur.

### Plastik
Die Sammlung Plastik umfasst mehr als 800 Werke vom Mittelalter bis zur Gegenwart. Ihren Schwerpunkt hat sie in der figürlichen Plastik des 19. und 20. Jahrhunderts. Ein umfangreiches Konvolut mittelalterlicher Schnitzplastik mit Altären und Einzelfiguren, barocken Epitaphien und Spolien aus historischen Bauwerken der alten Salz- und Residenzstadt Halle (Saale) führt in die Geschichte der Kunst- und Kulturlandschaft Mitteldeutschlands ein.
Weniger als 20 km von Halle entfernt liegt in unmittelbarer Nähe des Flussufers der Saale die Gartenstadt Leuna. Ein Besuch des Plastik-Parks ist nicht nur über den gut ausgebauten Saale-Radwanderweg zu empfehlen, auch mit der Tram oder der Deutschen Bahn ist dieses „Museum im Grünen“ als Außenstelle des Kunstmuseums Moritzburg Halle (Saale) schnell erreichbar.

### Kunsthandwerk und Design
Die Sammlung gibt mit ihren etwa 8.000 Werken einen einzigartigen Überblick zur Entwicklung der Gefäß- und Objektgestaltung vom Mittelalter bis in die Gegenwart in Europa und Asien. Es ist der umfangreichste Bestand seiner Art in Sachsen-Anhalt. Eine besondere Bedeutung haben u. a. die venezianischen, niederländischen und deutschen Gläser, das rheinische und mitteldeutsche Steinzeug, die französischen, niederländischen und mitteldeutschen Fayencen und Zinnarbeiten, das englische und deutsche Steingut, die Meißner, Thüringer und Berliner Porzellane sowie die halleschen Goldschmiedearbeiten. Derzeit ist der Bestand in Form eines Schaudepots in der Studiensammlung im historischen Kuppelsaal im Südost-Turm der Moritzburg aufgestellt und in Rahmen von Führungen zugänglich. Wichtige Einzelobjekte sind Teil der permanenten Sammlungspräsentation.

### Landesmünzkabinett Sachsen-Anhalt
Das Landesmünzkabinett Sachsen-Anhalt ist ein Mikrokosmos der Welt des Geldes. Die Universalsammlung entstand im Jahr 1950 aus einer zunächst stadthistorisch orientierten Sammlung und bewahrt heute mit etwa 50.000 Münzen und Medaillen sowie 60.000 Geldscheinen Geldzeichen aus allen Epochen und aus den verschiedenen Kulturen.
Schwerpunkte der Sammlung bilden die mittelalterlichen und die neuzeitlichen Prägungen der mitteldeutschen Länder, insbesondere des heutigen Sachsen-Anhalts. Fast 1.000 Jahre wurde hier Geld in mehr als 150 Münzstätten produziert. Diese außergewöhnlich vielfältige Historie zeigt sich auch in der Moritzburg selbst, in der zwischen 1582 und 1641 und von 1669 bis 1680 zwei Münzstätten tätig waren.
Erweitert wird dieser Schwerpunkt mit Geldzeichen aus der ganzen Welt, neben denen europäischer Mächte auch bedeutende Serien indischer und osmanischer Gepräge. Das Kabinett verfügt über eine der umfangreichsten Sammlungen chinesischen Geldes in Europa. Geldscheine und Wertpapiere sind wichtige Zeugnisse auch für die grafischen Künste in der Moderne.
Einen überregionalen Rang hat die Sammlung moderner und zeitgenössischer deutscher Kunstmedaillen, die vielfach von bekannten Bildhauern entworfen wurden.

## Filme
- Kunstmuseum Moritzburg, Halle an der Saale (= Museums-Check. Folge 63). Reportage, 30 Min., Moderation: Markus Brock, Produktion: 3sat. Erstausstrahlung: 5. Juli 2020.[47]